# ジヴェルニーの食卓
『ジヴェルニーの食卓』（ジヴェルニーのしょくたく）は、日本の小説家原田マハによる小説である。
『すばる』2009年7月号から2012年10月号にかけて不定期に計4回掲載された短編群をまとめ、2013年3月26日に単行本が集英社より刊行された。単行本の装丁は、松田行正＋日向麻梨子による。単行本の装画には、クロード・モネ『睡蓮 - 2本の柳』（オランジュリー美術館収蔵）が用いられている。文庫版は、2015年6月25日に集英社文庫より刊行された。文庫版の装画には、モネ『睡蓮 - 雲』が用いられている。2013年、第149回直木三十五賞の候補に選ばれる。
著者の原田は、「小説でアートを真正面から書くのは初めてのことで、大きなチャレンジでした」「これまで絵を通して行ってきたアーティストとの対話が、小説でもきちんと成立して、本当に楽しい執筆体験でした」と語っている。

## あらすじ
ある老女が、2003年頃に、『ル・フィガロ』誌の28歳の記者を相手に、戦争で両親を失ったことや、中学を出てから家政婦の仕事を始めたこと、21歳のときにお使いに行った先で画家のアンリ・マティスと出会ったことなど、自らが若いころの思い出を語る。アメリカ人女流画家のメアリー・カサットが、画家のエドガー・ドガの狂ったような絵画への情熱について語る。画商であり画材商でもあるジュリアン・タンギーの娘は、ポール・セザンヌに宛てて、父のことやセザンヌのことなどについて手紙を書く。クロード・モネの義理の娘であるブランシュの目を通して、モネの連作『睡蓮』がどのようにして誕生したかが語られる。

## 主な登場人物
- メアリー・カサット - アメリカ人女流画家。
- ジュリアン・タンギーの娘
- ブランシュ - クロード・モネの義理の娘。

## ギャラリー

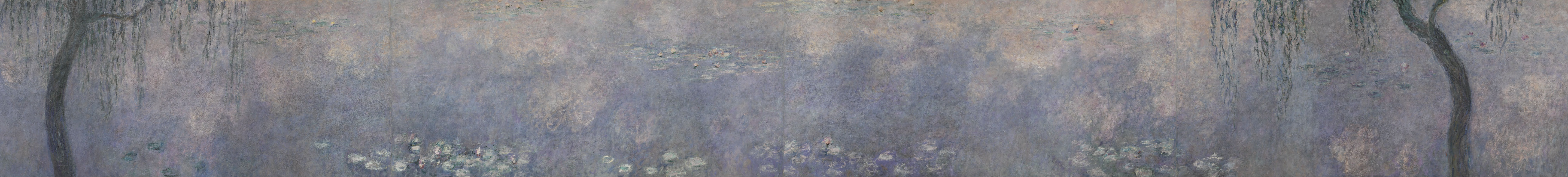
単行本の装画に用いられた『睡蓮 - 2本の柳』。作中で、連作『睡蓮』がどのようにして誕生したかが語られる。

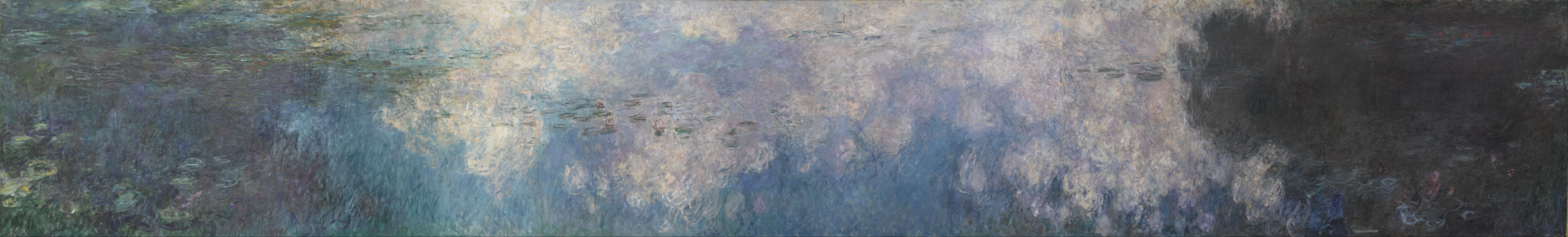
文庫版の装画に用いられた『睡蓮 - 雲』

## 収録作品
| タイトル           | 初出                   |
| ------------------ | ---------------------- |
| うつくしい墓       | 『すばる』2009年7月号  |
| エトワール         | 『すばる』2011年10月号 |
| タンギー爺さん     | 『すばる』2012年10月号 |
| ジヴェルニーの食卓 | 『すばる』2010年9月号  |

## 書評
歌人の東直子は、「生活の細部を丁寧に追う形で進む筆致は、心理劇として、あるいは時代の流れを如実に反映するドキュメントとしての興奮を伴う」と評価している。書評家の江南亜美子は、「本書は小説という形式だからこそ許される特権――それは小説的想像力というひとつの魔法だ――を用いてビビッドに画家たちの「生」を活写」している、と評している。書評家の杉江松恋は、「原田の美術小説の美点は、題材と作品の雰囲気の一致にある」と評価している。